# شاودر (انیمیشن سریالی)
شاودر (به انگلیسی: Chowder) انیمیشن سریالی آمریکایی در سبک کمدی می‌باشد که توسط سی اچ گرینبلت برای کارتون نت‌ورک خلق گردیده‌است. این انیمیشن سریالی در ۲ نوامبر سال ۲۰۰۷ به نمایش درآمد و در ۷ اوت سال ۲۰۱۰ با ۳ فصل و ۴۹ قسمت به پایان رسید.